# Hormonální nitroděložní tělísko

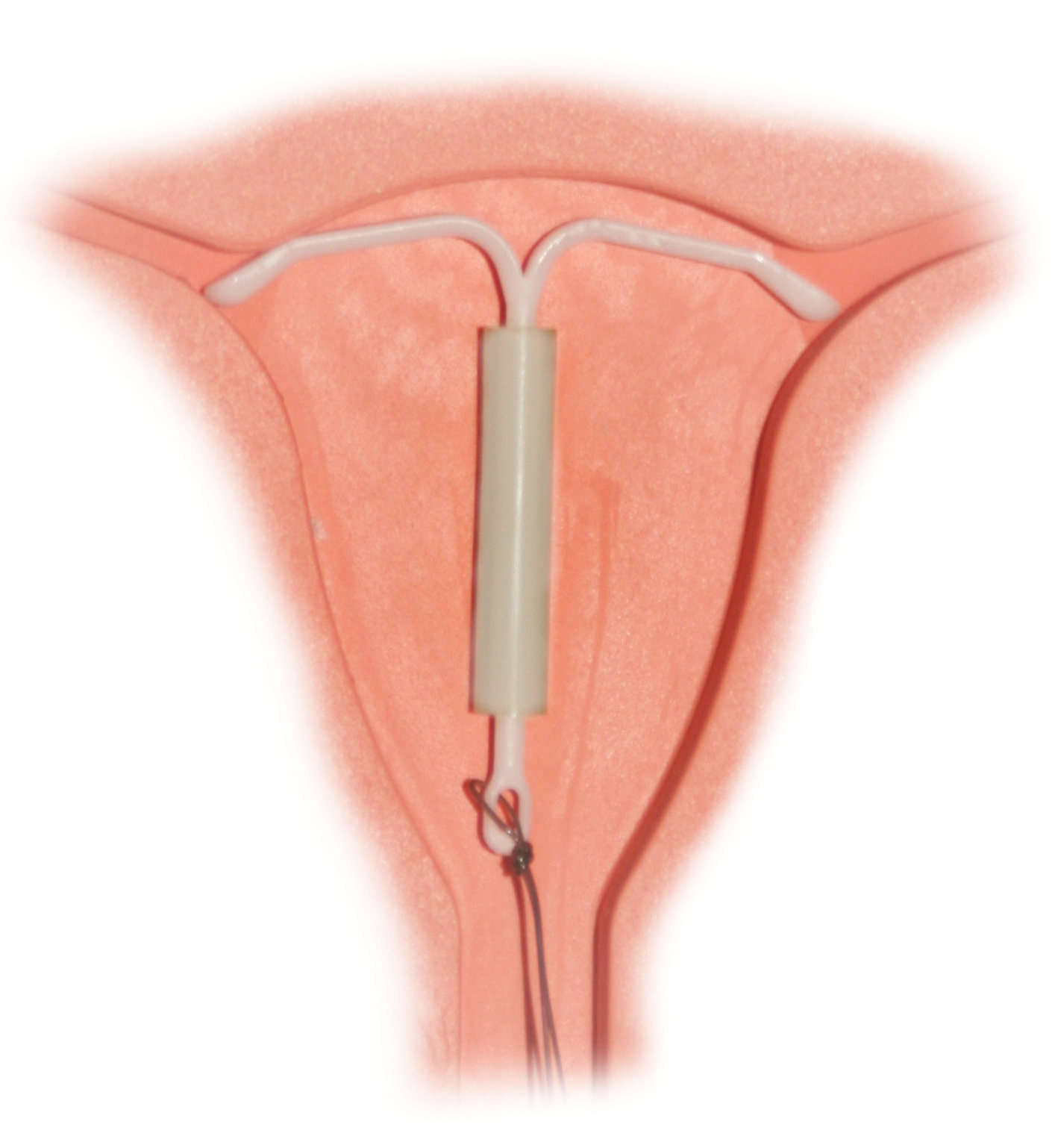
Správně zavedené hormonální nitroděložní tělísko

Nitroděložní tělísko s progestagenem, je nitroděložní tělísko, které uvolňuje hormon levonorgestrel do dělohy. Používá se jako antikoncepce, při silné menstruaci a k prevenci nadměrné tvorby děložní sliznice u osob užívajících estrogenovou substituční léčbu. Jedná se o jednu z nejspolehlivějších forem antikoncepce mírou selhání během prvního roku kolem 0,2 %. Tělísko je umístěno v děloze a vydrží tři až sedm let. Plodnost se po vyjmutí často rychle obnoví.
Mezi vedlejší účinky patří nepravidelná menstruace, nezhoubné cysty na vaječníkách, pánevní bolesti a deprese. Vzácně může dojít k perforaci dělohy. Použití se nedoporučuje během těhotenství, ale během kojení je bezpečné. Nitroděložní tělísko s progestagenem je typem dlouhodobé reverzibilní antikoncepce. Působí tak, že zahušťuje hlen u ústí děložního hrdla, zastavuje tvorbu děložní sliznice a příležitostně zabraňuje ovulaci.
Nitroděložní tělísko s levonorgestrelem bylo poprvé schváleno pro lékařské použití ve Finsku v roce 1990. Je na seznamu základních léčiv Světové zdravotnické organizace.

## Lékařské použití
Hormonální nitroděložní tělísko je velmi účinnou metodou běžné antikoncepce a studie z roku 2021 prokázala, že jej lze použít i jako nouzovou antikoncepci. Kromě antikoncepce se hormonální nitroděložní tělísko používá také k prevenci a léčbě:
- silného menstruačního krvácení[2]
- endometriózy a chronické pánevní bolesti[2][3]
- adenomyózy a dysmenorey[2][4]
- chudokrevnosti[5]
- hyperplazie děložní sliznice (zejména u žen před menopauzou, které si přejí zachovat plodnost při léčbě hyperplazie)[6][7]
- v některých případech může použití hormonálního nitroděložního tělíska předejít nutnosti hysterektomie[8]

Výhody:
- Je považováno za jednu z nejúčinnějších forem reverzibilní antikoncepce.[9]
- Může být používáno i během kojení.[10]
- Před pohlavním stykem není nutná žádná speciální příprava, doporučuje se však rutinní kontrola vláken tělíska pacientkou i lékařem, aby se zaručilo, že tělísko zůstává na správném místě.
- 90 % uživatelek, které si přejí otěhotnět, otěhotní do 24 měsíců od vyjmutí.
- Menstruace se může zeslabit (některé ženy přestanou mít menstruaci úplně, vizte také amenorea).[11]
- Účinné tři až sedm let (v závislosti na typu).

Nevýhody:
- Po zavedení se často objevuje nepravidelná menstruace a špinění mezi menstruacemi,[11] ke zlepšení obvykle dochází po třech až šesti měsících.
- Během zavádění se mohou vyskytnout mírné až silné potíže, včetně děložních křečí a bolesti zad.
- Další možné nežádoucí účinky a rizika.

### Účinnost
Po zavedení je Mirena účinná po dobu až sedmi let. Kyleena má životnost pět let a Skyla tři roky.
Hormonální nitroděložní tělísko je dlouhodobá reverzibilní antikoncepce a je považována za jednu z nejúčinnějších forem antikoncepce. Míra selhání hormonálního nitroděložního tělíska je v prvním roce 0,1–0,2 % a míra selhání po pěti letech je 0,7–0,9 %. Tyto hodnoty jsou srovnatelné s podvázáním vejcovodů, ale na rozdíl od sterilizace jsou účinky hormonálního nitroděložního tělíska vratné.
Hormonální nitroděložní tělísko je považováno za účinnější než jiné běžné formy reverzibilní antikoncepce, jako jsou antikoncepční tablety, protože po zavedení není ovlivněno chováním uživatelky. Nitroděložní tělíska nevyžadují žádný denní, týdenní nebo měsíční režim, takže jejich míra selhání při typickém používání je stejná jako při správném používání.
U žen s dvourohou dělohou, které potřebují antikoncepci, se obvykle aplikují dvě nitroděložní tělíska (do každého rohu jedno), protože v takovém případě není prokázána účinnost pouze jednoho nitroděložního tělíska. Chybí důkazy o využití progestagenového nitroděložního tělíska pro léčbu menoragie u dvourohové dělohy, ale jedna kazuistika v takovém případě prokázala dobrý účinek jen jednoho nitroděložního tělíska.

### Kojení
Nepředpokládá se, že by antikoncepce obsahující pouze progestageny, jako je i nitroděložní tělísko, ovlivňovala tvorbu mléka nebo růst dítěte. Studie, která byla součástí žádosti o schválení přípravku Mirena ve Spojených státech, však u uživatelek hormonálního nitroděložního tělíska zjistila menší poměr kojených dětí po 75 dnech (44 %) ve srovnání s uživatelkami měděného nitroděložního tělíska (79 %).
Při použití Mireny může být přibližně 0,1 % dávky levonorgestrelu přeneseno mlékem na kojené dítě. Šestiletá studie kojených dětí, jejichž matky používaly pouze levonorgestrelovou metodu antikoncepce, zjistila, že tyto děti měly zvýšené riziko respiračních a očních infekcí, avšak nižší riziko neurologických onemocnění ve srovnání s dětmi, jejichž matky používaly měděné nitroděložní tělísko. Nebyly provedeny žádné dlouhodobější studie, které by hodnotily dlouhodobé účinky levonorgestrelu v mateřském mléce na kojence.
Existují rozporuplná doporučení ohledně používání Mireny během kojení. Americké Centers for Disease Control and Prevention nedoporučuje žádnou hormonální metodu jako první volbu antikoncepce pro kojící matky, ačkoli metody obsahující pouze progestin, jako je Mirena, mohou být použity při pečlivém sledování nebo pokud přínosy převažují nad riziky. Světová zdravotnická organizace nedoporučuje okamžité zavádění po porodu vzhledem ke zvýšenému riziku vypuzení. Uvádí také obavy z možných účinků na játra a vývoj mozku dítěte v prvních šesti týdnech po porodu. Doporučuje však nabízet Mirenu jako možnost antikoncepce od šestého týdne po porodu i kojícím ženám.

## Kontraindikace
Hormonální nitroděložní tělísko by neměly používat ženy, které:
- jsou nebo se domnívají, že by mohly být těhotné[10]
- mají neobjasněné abnormální vaginální krvácení[10] (kontroverzní)[17]
- mají neléčenou rakovinu děložního čípku nebo dělohy[10]
- mají nebo mohou mít rakovinu prsu[10]
- mají abnormality děložního čípku nebo dělohy (kontroverzní)[17]
- v posledních třech měsících prodělaly hluboký pánevní zánět[10]
- v prosledních třech měsících prodělaly sexuálně přenosnou nemoc, jako je kapavka nebo chlamydióza[10]
- mají jaterní chorobu nebo nádor
- mají alergii na levonorgestrel nebo na některou z neúčinných složek obsažených v tělísku

Zavedení nitroděložního tělíska je možné i po potratu ve druhém trimestru, ale může v takovém případě může být vyšší riziko vypuzení. Z důvodu snížení rizika infekce se zavedení nitroděložního tělíska nedoporučuje ženám, které podstoupily lékařský potrat, ale ještě neprošly ultrazvukovým vyšetřením, které by potvrdilo, že potrat byl kompletní, nebo které po lékařském potratu ještě neměly první menstruaci.

## Nežádoucí účinky
- Nepravidelná menstruace: nepravidelné krvácení a špinění je běžné během prvních tří až šesti měsíců užívání. Po této době se menstruace zkracuje a zeslabuje a 20 % žen přestane mít po jednom roce menstruaci úplně.[11] Průměrná uživatelka uvádí 16 dní krvácení nebo špinění během prvního měsíce po zavedení, ale toto číslo se po 12 měsících snižuje přibližně na čtyři dny.[19]
- Křeče a bolest: mnoho žen pociťuje během zavádění a bezprostředně po něm nepříjemné pocity nebo bolest. Některé ženy mohou mít křeče první týden až čtrnáct dní po zavedení.
- Vypuzení: Někdy může být nitroděložní tělísko z dělohy vypuzeno. Dochází k němu přibližně u 5 % uživatelek. Pokud k tomuto dojde, žena není chráněna před otěhotněním. Vypuzení je častější u mladších žen, u žen, které neměly děti, a v případě, že je nitroděložní tělísko zavedeno bezprostředně po porodu nebo interrupci.
- Perforace: Velmi vzácně může během zavádění dojít k protlačení nitroděložního tělíska děložní stěnou. Riziko perforace je většinou dáno zručností lékaře, který zavedení provádí. U zkušených lékařů je riziko perforace jedno na 1 000 zavedení nebo menší. Při zavádění po porodu je perforace dělohy pravděpodobnější, pokud ještě neskončila involuce dělohy; involuce se obvykle skončí do 4–6 týdnů po porodu. Zvláštní ohledy se vztahují na ženy, které plánují kojit. Pokud k perforaci dojde, může dále dojít i k poškození vnitřních orgánů a v některých případech je k odstranění nitroděložního tělíska nutná operace.
- Těhotenské komplikace: Přestože je riziko otěhotnění s nitroděložním tělískem velmi malé, pokud k němu dojde, existuje zvýšené riziko závažných problémů. Mezi ně patří mimoděložní těhotenství, infekce, potrat a předčasný porod. Až polovina těhotenství, ke kterým dojde u uživatelek Mireny, může být mimoděložní. Výskyt mimoděložního těhotenství je přibližně jedno na 1 000 uživatelek ročně. V případě těhotenství se doporučuje okamžité odstranění nitroděložního tělíska. U 35 dětí, u nichž byly v době schvalování hormonálního nitroděložního tělíska ve Spojených státech k dispozici informace o zdravotním stavu po narození, nebyl zjištěn žádný vzorec vrozených vad.
- Infekce: Zavedení nitroděložního tělíska s sebou nese malé riziko hlubokého pánevního zánětu. Probíhající infekce kapavky nebo chlamydióza v době zavedení toto riziko zvyšuje.[20] Pokud k hlubokému pánevnímu zánětu dojde, stane se tak s největší pravděpodobností do 21 dnů od zavedení. Samotné tělísko riziko infekce nezvyšuje.
- Cysty na vaječnících: Studie, které pomocí ultrazvuku zjišťovaly přítomnost cyst, byly zvětšené folikuly (ovariální cysty) diagnostikovány přibližně u 12 % subjektů užívajících hormonální nitroděložní tělísko, a to i v případě, že se jednalo o cysty bez příznaků. Studiích, které hodnotily pouze symptomatické cysty, si na nějaký typ ovariální cysty stěžovalo pouze 4,5 % žen po dobu 5 a více let užívání a pouze u 0,3 % žen bylo kvůli ovariálním cystám nutné odstranění tělíska. Případné problémy s ovariálními cystami tedy nejsou klinicky relevantní povahy. Většina těchto folikulů je asymptomatická, i když některé mohou být doprovázeny pánevní bolestí nebo dyspareunií. Ve většině případů zvětšené folikuly po dvou až třech měsících spontánně zmizí. Chirurgický zákrok obvykle není nutný.[21]
- Změny týkající se duševního zdraví včetně: nervozity, depresivní nálady, výkyvů nálad.
- Nárůst hmotnosti
- Bolest hlavy, migréna
- Nevolnost
- Akné
- Nadměrné ochlupení
- Bolest v podbřišku nebo zad
- Snížení libida
- Svědění, zarudnutí nebo otok pochvy
- Poševní výtok
- Bolest a citlivost prsou
- Edém
- Roztažení břišní dutiny
- Cervicitida
- Bakteriální vaginóza
- Může ovlivnit toleranci glukózy
- Může dojít ke změně vidění nebo tolerance kontaktních čoček
- Může vyčerpat vitamín B1, což může ovlivnit energii, náladu a fungování nervového systému
- Může dojít k tomu, že si žena při běžné kontrole nenahmatá vlákno tělíska a to ani není vidět při vyšetření pomocí spekula.[22] K pokusu o zachycení vlákna přes děložní hrdlo pak lze použít různá zařízení nebo jednoduché kleště.[23] Ve vzácných případech, kdy jsou tyto pokusy neúspěšné, je vhodné ultrazvukové vyšetření, aby se zkontrolovala poloha vlákna a vyloučila jeho perforace do dutiny břišní nebo nerozpoznané předchozí vypuzení tělíska.

### Rakovina
Podle hodnocení studií provedeného v roce 1999 Mezinárodní agenturou pro výzkum rakoviny (International Agency for Research on Cancer) existuje určitý důkaz, že antikoncepce obsahující pouze progestin snižuje riziko vzniku rakoviny děložní sliznice. IARC v roce 1999 dospěla k závěru, že neexistují žádné důkazy o tom, že antikoncepce obsahující pouze progestin zvyšuje riziko jakéhokoli druhu rakoviny, ačkoli dostupné studie byly příliš malé na to, aby mohly být definitivně průkazné.
Progesteron je hormon, který působí proti růstu děložní sliznice způsobenému estrogeny. Velmi nízké hladiny progesteronu způsobí, že estrogen působí více, což vede k hyperplazii děložní sliznice a adenokarcinomu. Tyto účinky lze minimalizovat pomocí léčby progestinem, ale ne v příliš mnoha případech.
Estrogen a progesteron působí protichůdně. Estrogen růst děložní sliznice podporuje, zatímco progesteron ji omezuje. V případě rakoviny endometria může progesteron negativně regulovat růst poháněný estrogenem. Vznik nádorů koreluje s nedostatečným množstvím progesteronu a nadbytkem estrogenu. U pacientek s karcinomem endometria, které používaly nitroděložní tělíska uvolňující progestin, se dospělo ke smíšeným výsledkům.
Metaanalýza Livie Conz a kol. z roku 2020 odhadla, že uživatelky tělísek uvolňujících levonorgestrel mají zvýšené riziko rakoviny prsu obecně (s poměrem 1,16) a u osob starších 50 let (poměr 1,52), a navrhla vyvážit toto riziko známými výhodami dlouhodobého požívání tělíska. Jiní výzkumníci však před kauzální interpretací této studie varovali s odkazem na matoucí účinky, metodologické nedostatky a metaanalýzu randomizovaných kontrolovaných studií z roku 2020, která zvýšené riziko neprokázala.

### Hustota kostí
Nebyly zjištěny žádné důkazy o tom, že by Mirena ovlivňovala hustotu kostních minerálů. Dvě malé studie, omezené na studium hustoty kostních minerálů v předloktí, žádný pokles neprokázaly. Jedna ze studií prokázala po sedmi letech užívání podobnou hustotu kostních minerálů ve střední části loketní kosti a v distální části vřetenní kosti jako u neuživatelek odpovídajícího věku a BMI. Kromě toho byly naměřené hodnoty hustoty kostních minerálů podobné očekávaným hodnotám u žen ve stejné věkové skupině jako v případě uživatelek. Autoři studie uvedli, že jejich výsledky byly předvídatelné, protože je dobře známo, že hlavním faktorem zodpovědným za úbytek kostní hmoty u žen je hypoestrogenismus, a ve shodě s předchozími zprávami zjistili, že hladina estradiolu je u uživatelek Mireny normální.